# Crataegus phaenopyrum
Crataegus phaenopyrum — вид квіткових рослин із родини трояндових (Rosaceae).

## Біоморфологічна характеристика
Це дерево 40–100 дм заввишки. 3-річні гілочки блискучі, темно-червоно-коричневі, старші темно-сірі; колючки на гілочках ± прямі, 2–5 см. Листові пластини від широко до вузько дельтоподібних, 3–6 см, основа від урізаної до рідко клиноподібної або серцеподібної, частки пальчасті або перисті по 2 (або 3) з боків, краї зубчасті, верхівка гостра, поверхні голі. Суцвіття 15–30-квіткові; квітки сильно пахнуть. Квітки 10–12 мм у діаметрі; гіпантій голий; чашолистки 2 мм; тичинок 20; пиляки кольору слонової кістки. 2n = 51, 68. Період цвітіння: червень; період плодоношення: вересень — листопад.

## Ареал
Зростає на півдні Канади (Онтаріо) і в США (Алабама, Арканзас, Округ Колумбія, Делавер, Флорида, Джорджія, Іллінойс, Індіана, Кентуккі, Луїзіана, Массачусетс, Меріленд, Мен, Мічиган, Міссурі, Міссісіпі, Північна Кароліна, Нью-Джерсі, Огайо, Пенсильванія, Род-Айленд, Південна Кароліна Теннессі, Вірджинія, Західна Вірджинія).
Населяє узлісся, прогалини, чагарники, вологі місця; висота зростання: 10–300 метрів.

## Використання
Плоди вживають сирими чи приготованими. М'якуш сухий.
Хоча конкретних згадок про цей вид не було помічено, плоди та квіти багатьох видів глоду добре відомі в трав'яній народній медицині як тонізувальний засіб для серця, і сучасні дослідження підтвердили це використання. Зазвичай його використовують у вигляді чаю чи настоянки.
Це колюча рослина, яка добре реагує на стрижку та обрізку, її можна використовувати для створення захищених огорож або бар'єрів. Деревина роду Crataegus, як правило, має хорошу якість, хоча вона часто занадто мала, щоб мати велику цінність.

## Галерея

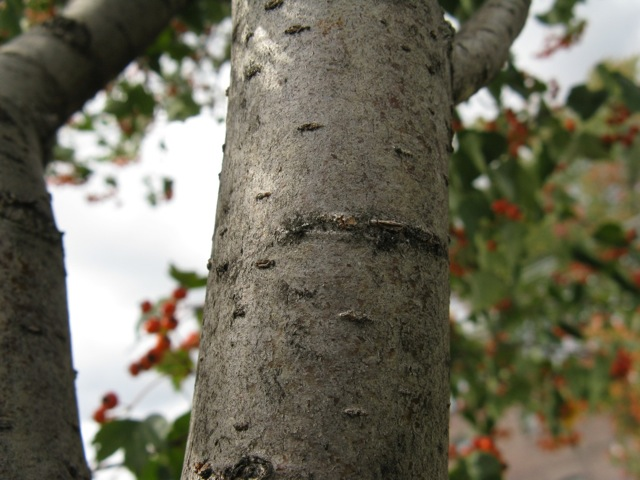
стовбур
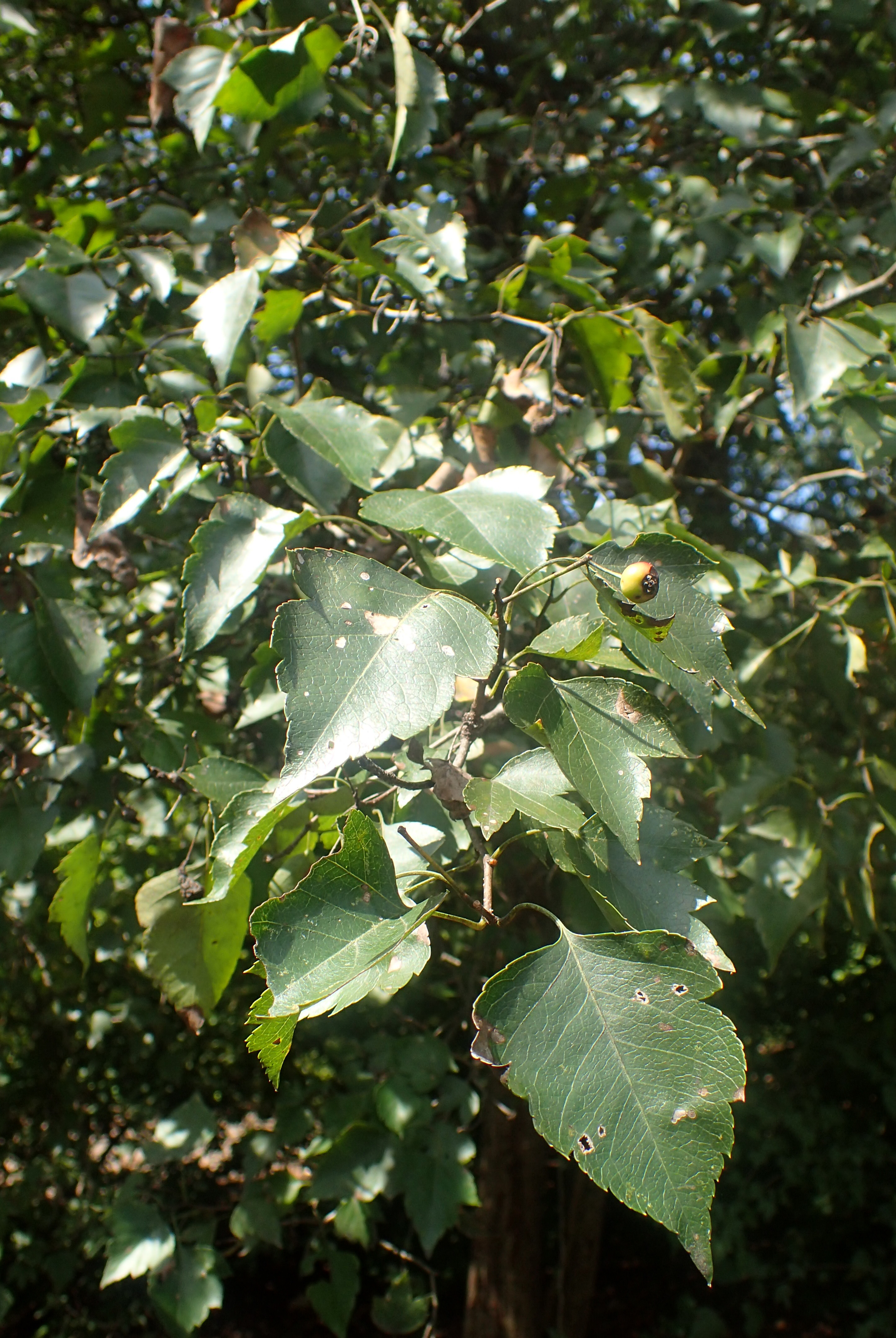
листя